# Hullatti, Hirekerur
Hullatti là một làng thuộc tehsil Hirekerur, huyện Haveri, bang Karnataka, Ấn Độ.